# McClellanville
McClellanville é uma cidade  localizada no estado norte-americano de Carolina do Sul, no Condado de Charleston.

## Demografia
Segundo o censo norte-americano de 2000, a sua população era de 459 habitantes.
Em 2006, foi estimada uma população de 471, um aumento de 12 (2.6%).

## Geografia
De acordo com o United States Census Bureau tem uma área de
5,7 km², dos quais 5,4 km² cobertos por terra e 0,3 km² cobertos por água. McClellanville localiza-se a aproximadamente 1 m acima do nível do mar.

## Localidades na vizinhança
O diagrama seguinte representa as localidades num raio de 44 km ao redor de McClellanville.